# La Treizième Enquête de Grey
Pour plus de détails, voir Fiche technique et Distribution.
La Treizième Enquête de Grey est un film français réalisé par Pierre Maudru, sorti en 1937.

## Fiche technique
- Titre original : La Treizième Enquête de Grey
- Autres titres : La 13e Enquête de Grey et La 13e Enquête de l'inspecteur Grey
- Réalisation :	Pierre Maudru
- Scénario : Alfred Gragnon et Max Viterbo, d'après leur pièce de théâtre
- Photographie : Jean-Paul Goreaud et Raoul Aubourdier
- Musique : Albert Chantrier
- Décors : Lucien Carré
- Son : Robert Sauvion
- Producteur : Jacques Haïk
- Directeur de production : André Dugès-Delzescauts
- Société de production	: Films Régent
- Pays d'origine :  France
- Format :  Noir et blanc - 35 mm - Son mono
- Genre :  Film dramatique, Film policier
- Durée : 85 minutes
- Date de sortie : 
  - France - 18 juin 1937

## Distribution
- Maurice Lagrenée : L'inspecteur Grey
- Raymond Cordy : Corvetto
- Paule Dagrève : Rosa Schneider
- Colette Darfeuil : Daisy Garden
- Jean Brochard : L'inspecteur Poussin
- Philippe Hersent : Bernard Dartmore
- Fernand Mailly : Dr Dartmore
- Lucien Ferney : le directeur de l'hôtel
- Ghyslaine : Bessy Gould
- Ky-Duyen : Okata, l'impresario japonais
- Edy Debray : Louis
- Sylvia Cobs : la manucure
- Renée Piat : la danseuse
- Ketty Pierson : la journaliste
- Lily Fairlie : Catherine